# AltairNano
Altair Nanotechnologies, kurz „AltairNano“, ist ein US-amerikanisches Forschungsunternehmen in Nevada, das sich mit der Entwicklung im Bereich der Nanotechnologie für Energiespeicherung und Medizintechnik beschäftigt. Das wichtigste Produkt des Unternehmens ist der „NanoSafe“ genannte Lithiumtitanat-Akkumulator. Die Aktien wurden an der US-Börse Nasdaq mit dem Börsenkürzel „ALTI“ gehandelt. Im September 2014 kam es zu einem Delisting. An dem Unternehmen sind Eric Schmidt und andere Investoren beteiligt. Es besteht Interesse der US-Marine an den NanoSafe-Batterien als Notstromaggregat in Schiffen. Allerdings ist der kommerzielle Durchbruch in dem Segment der Lithiumtitanat-Akkumulatoren mit Stand 2016 nicht gelungen.
Bei Lithiumtitanat-Akkumulatoren wird die konventionelle Graphitelektrode durch eine aus Lithiumtitanspinell ersetzt. Vorteilhafte Eigenschaften sind die Schnellladeeigenschaften und die Temperaturunabhängigkeit über einen Einsatzbereich von −40 °C bis +55 °C. Nachteilig sind der hohe Preis und die gegenüber Lithium-Ionen-Akkus geringere Energiedichte. Das Unternehmen hält mehrere Patente im Bereich Lithiumtitanat-Akkumulatoren.